# Bombenanschläge in Belutschistan 2024
Am 7. Februar 2024 wurden bei zwei Bombenanschlägen auf Wahlkampfbüros in der pakistanischen Provinz Belutschistan mindestens 30 Menschen getötet und über 40 verletzt. Die Anschläge fanden im Rahmen der Parlamentswahl in Pakistan statt und ereigneten sich einen Tag vor Beginn der Wahl.
Die Terrororganisation Islamischer Staat (IS) bekannte sich in einer von der IS-nahen Nachrichtenagentur Amaq veröffentlichten Erklärung zu den Anschlägen.

## Hintergrund
Pakistan befindet sich zur Zeit der Wahl in einer politischen und wirtschaftlichen Krise. Die Verhaftung des ehemaligen Premierministers Imran Khan führte zu Unruhen und Protesten. Im Vorfeld der Parlamentswahl kam es zu mehreren Anschlägen auf Kandidaten. Dabei wurden mindestens zwei von ihnen getötet. Weiterhin wurden bei anderen Angriffen zuvor schon eine Polizeistation in der Provinz Khyber Pakhtunkhwa und eine Wahlkampfveranstaltung sowie ein Kandidat in Belutschistan attackiert. Das Militär gab in einer Erklärung bekannt, dass es zu insgesamt 51 Anschlägen und Schießereien im Rahmen der Wahl gekommen sei.
In der Provinz Belutschistan im Südwesten von Pakistan wurden im vergangenen Jahr die zweitmeisten Anschläge im Land verübt. Eine Woche vor dem Anschlag wurden durch das Militär 24 militante Kämpfer in der Provinz getötet.

## Hergang
Die erste Explosion ereignete sich im Distrikt Pishin. Dort wurden vor einem Wahlkampfbüro des unabhängigen Kandidaten Asfand Yar Khan Kakar 16 Menschen getötet und 25 verletzt. Kakar befand sich zum Zeitpunkt des Anschlags nicht im Büro, jedoch teilte er der Presse mit, dass acht seiner Wahlhelfer getötet und mehr als 18 verletzt wurden. Bei der zweiten Explosion wurden mindestens zwölf Personen getötet und 20 verletzt. Der Anschlag galt einem Wahlbüro der Partei JUI-F, das sich laut der Aussage eines Polizeibeamten auf dem Hauptbasar von Qilla Saifullah befand. Die religiöse Partei wurde schon zuvor von Militanten angegriffen.
Die Terrororganisation Islamischer Staat, die sich zu den Anschlägen bekannt hat, erklärte, dass die Anschläge mit Motorrädern, die mit Sprengstoff präpariert wurden, verübt wurden.

## Weitere Entwicklung
Noch am selben Tag bekannte sich der IS in einem Telegram-Post zu beiden Anschlägen. Außerdem ließen sie in einer Erklärung ihres Nachrichtenkanals Amaq verlauten, dass in Pishin rund 45 „Abtrünnige“ getötet und verwundet wurden und weitere 35 bei dem Anschlag in Qilla Saifullah.
Das pakistanische Außenministerium gab kurz nach den Anschlägen bekannt, dass man die westlichen Grenzen zum Iran und Afghanistan bis Freitag schließen werde, um die Sicherheit während der Wahlen zu gewährleisten.

## Reaktionen
Der geschäftsführende Premierminister Anwar ul Haq Kakar verurteilte die Anschläge und sprach den Familien der Verstorbenen sein Beileid aus. Weiterhin sei die Regierung entschlossen, die Wahlen am Donnerstag in Frieden abzuhalten. Ein Sprecher der Provinzregierung kündigte eine dreitägige Trauerphase an, teilte jedoch auch mit, dass man die Wahlen wie geplant abhalten werde.
UN-Generalsekretär António Guterres verurteilte die Anschläge ebenfalls, die „eindeutig im Zusammenhang mit den am nächsten Tag stattfindenden Wahlen“ verübt wurden.
Amnesty International äußerte ihre Besorgnis über einige Probleme im Zusammenhang mit der Wahl, wie die „Gewalt im Vorfeld der Wahlen, selektive Verbote von Protesten, Schikanen, willkürliche Verhaftungen, Medienbeschränkungen, Unterbrechungen des Internets und Prozesse gegen politische Gegner ohne ordnungsgemäße Verfahren“.